# Twin Lakes (Califòrnia)
Twin Lakes és una concentració de població designada pel cens dels Estats Units a l'estat de Califòrnia. Segons el cens del 2000 tenia 5.533 habitants.

## Demografia
Segons el cens del 2000, Twin Lakes tenia 5.533 habitants, 2.409 habitatges, i 1.038 famílies. La densitat de població era de 3.051,9 habitants/km².
Dels 2.409 habitatges en un 21,3% hi vivien nens de menys de 18 anys, en un 30,1% hi vivien parelles casades, en un 8,4% dones solteres, i en un 56,9% no eren unitats familiars. En el 37,2% dels habitatges hi vivien persones soles el 12,7% de les quals corresponia a persones de 65 anys o més que vivien soles. El nombre mitjà de persones vivint en cada habitatge era de 2,24 i el nombre mitjà de persones que vivien en cada família era de 2,99.
Per edats la població es repartia de la següent manera: un 17% tenia menys de 18 anys, un 15,5% entre 18 i 24, un 35,7% entre 25 i 44, un 17,9% de 45 a 60 i un 13,8% 65 anys o més.
L'edat mediana era de 33 anys. Per cada 100 dones de 18 o més anys hi havia 96,9 homes.
La renda mediana per habitatge era de 39.057 $ i la renda mediana per família de 47.198 $. Els homes tenien una renda mediana de 35.417 $ mentre que les dones 31.538 $. La renda per capita de la població era de 25.342 $. Entorn del 7,5% de les famílies i el 14,9% de la població estaven per davall del llindar de pobresa.

## Poblacions properes
El següent diagrama mostra les poblacions més properes.